# Мураяма Масайосі
Масайосі Мурая́ма (яп. 村山 雅美, Мураяма Масайосі; 28 березня 1918 — 5 листопада 2006) — японський військовий, альпініст, командир дослідницької групи з вивчення Антарктиди. Перший японець, який 19 грудня 1968 року досяг Південного полюса. Заслужений професор Національного інституту полярних досліджень (Японія).

## Біографія
Народився 28 березня 1918 року в префектурі Токіо.
Через погіршення для Японії військової ситуації під час Другої світової війни, достроково закінчив Токійський імператорський університет. Самостійно подав прохання про прийняття до лав Японського імператорського флоту. Був резервістом добровольчого резерву імператорського флоту. Служив у команді на лінкорі «Наґато» та авіаносці «Дзуйкаку», на базі авіації Сіга був командиром відділення. Незадовго до закінчення війни завершив службу у військах зв'язку імператорського флоту. Звання — капітан військово-морських сил Японії.
Після війни працював у комерційній фірмі, проте в 1953 році взяв участь у першій експедиції на гору Манаслу в Гімалаях. У 1956 році на прохання Ейдзабуро Нісіборі взяв участь у першій японській дослідницькій антарктичній експедиції. У той же час був прийнятий в штат державного університету Йокохама.
19 грудня 1968 року, бувши керівником дев'ятої японської зимівельної групи, досяг Південного полюса, ставши першим японцем, якому це вдалося.
Був провідним консультантом фільму «Антарктична історія» (яп. 南極物語, Нанкьо: ку моногатарі), який вийшов у прокат в 1983 році.
Помер 5 листопада 2006 року від раку передміхурової залози у віці 88 років.

## Дати життя
- 1930 — Закінчив початкову школу при Вищій токійській гімназії (нині молодша школа при університеті Цукуба).
- 1935 — Закінчив середню школу при Вищій токійській гімназії (нині середня і старша школа при університеті Цукуба).
- 1939 — Закінчив старшу школу Мацумото у префектурі Наґано.
- 1941 — Достроково закінчив економічний факультет Токійського імператорського університету. Вступив до лав японського імператорського флоту.
- 1953 — Брав участь у першій японській експедиції по сходженню на гору Манаслу.
- 1956 — Брав участь у першій японській антарктичній дослідницькій експедиції від інженерно-технічного факультету державного університету Йокохама як відповідальний за спільну підготовку до експедиції.
- 1957 — Брав участь у другій японській антарктичній дослідницькій експедиції як заступник керівника експедиції.
- 1958 — Брав участь у третій японській зимівельній антарктичній експедиції на посаді заступника керівника експедиції.
- 1965 — Брав участь у сьомій японській антарктичній дослідницькій експедиції як керівник експедиції.
- 1968 — Брав участь у дев'ятій японській антарктичній дослідницькій експедиції як керівник експедиції. 19 грудня став першим японцем, який досяг Південного полюса.
- 1974 — Брав участь у п'ятнадцятій японській антарктичній дослідницькій експедиції як керівник експедиції.
- 1988 — Висадився на Північному полюсі (чартерний авіарейс).
- 1989 — Нагороджений Орденом Вранішнього сонця 3 ступеня.
- 2006 — Смерть від раку простати. Посмертно підвищений у званні.